# Euplexaura curvata
Euplexaura curvata is een zachte koraalsoort uit de familie Plexauridae. De koraalsoort komt uit het geslacht Euplexaura. Euplexaura curvata werd in 1908 voor het eerst wetenschappelijk beschreven door Kükenthal. 